# Auto Sacramental
Auto Sacramental es un grupo de música de Madrid (Comunidad de Madrid) formado en 2018. Con influencias que van desde el Synth-pop al post-punk, usa elementos de la música electrónica (sintetizadores, caja de ritmos, sampler) para facturar canciones de Indie pop con una idiosincrasia muy personal. La temática de las canciones es un elemento característico, con letras generalmente irónicas –algunas más narrativas y otras crípticas– acerca de aspectos costumbristas e históricos referentes a España. 
Auto Sacramental surge como el proyecto musical del artista madrileño Jorge Mills. Con el lanzamiento del sencillo Sierra Norte y su correspondiente videoclip, rodado por el realizador Wences Lamas, logra llamar la atención del público y los medios especializados a finales del 2018 y en enero de 2019 presenta su primer EP digital de título homónimo: cuatro canciones grabadas en los estudios Alamo Shock con la producción de Guille Mostaza y con referencias que van desde "OMD o Ultravox, pero también Chromatics, Desire, El Columpio Asesino o Aviador Dro", según la publicación notodo.com.
El segundo sencillo de su EP de debut, Arde, va acompañado de un video rodado en el Monasterio de El Escorial por la realizadora Mar Suárez, que hace "una reinterpretación pop de la leyenda de los fantasmas de las esposas de Felipe II de España" mientras la letra de la canción fantasea con la idea de "El Escorial, y todo lo que representa su imagen, ardiendo".
Auto Sacramental cierra el 2019 con el último vídeo extraído de su EP debut, Talismán, un collage pop realizado por la artista visual Elena Duque que "ironiza sobre los delirios y leyendas de Franco"  y que se estrena coincidiendo con la Exhumación de Francisco Franco. 

En febrero de 2020 ve la luz el primer sencillo de adelanto del futuro LP de Auto Sacramental, Demonología, una canción que continua explorando los mitos y leyendas de España a través del synth pop. El sencillo va acompañado de un vídeo facturado por Silvia Coca, joven realizadora madrileña con trabajos para Soleá Morente y Joe Crepúsculo en su currículum.  
En octubre de 2020 Auto Sacramental publica Vigilia, segundo adelanto de su inminente álbum. Una balada de synth-pop gótico ambientada en el confinamiento, con featuring de Caliza y acompañada de un vídeo realizado por Adrián Bremner (miembro del grupo VVV [Trippin' You]). 

En febrero de 2021, Auto Sacramental estrena su primer álbum: "Cuestión de Fe".
 
1. ↑  «La canción del día: 'Sierra Norte' de Auto Sacramental, firme candidata a nuevo himno de clubs alternativos». jenesaispop.com. 8 de diciembre de 2018. Consultado el 25 de noviembre de 2019.
2. ↑  «Escucha en exclusiva el EP debut de Auto Sacramental». MondoSonoro. 24 de enero de 2019. Consultado el 25 de noviembre de 2019.
3. ↑  «Auto Sacramental». Notodo. 30 de noviembre de 2018. Consultado el 25 de noviembre de 2019.
4. ↑  «Estreno de "Arde" en Red Bull». www.redbull.com. Consultado el 25 de noviembre de 2019.
5. ↑  Spain, ROCKDELUX, Barcelona. «Auto Sacramental. "Talismán" (clip). ROCKDELUX (2019)». ROCKDELUX. Consultado el 7 de marzo de 2020.

- Datos: Q76460123